# Ильин, Кирилл
Кирилл Ильин (лат. Kirils Iljins,род. 3 мая 2001 года) — латвийский футболист, защитник клуба «Рига».

## Клубная карьера
Кирилл Ильин — воспитанник клуба «Даугавпилс». Дебютировал в профессиональном футболе в 17 марта 2019 года в проигранном матче против футбольного клуба «Валмиера» (0:2). Всего по данным на 7 июня 2022 года Кирилл сыграл в 90 матчах и пока не забил ни одного мяча.

## Карьера в сборной
Осенью 2019 года, получил вызов в национальную сборную Латвии до 19 лет на мати квалификации на Чемпионат Европы по футболу среди юношей до 19 лет. Первый матч против сборной Израиля до 19 лет, закончился со счётом 0:0. Затем была игра против сборной Нидерландов до 19 лет. Кирилл сыграл все 90 минут, но Латвия проиграла со счётом 2:8. Затем был матч против сборной Молдовы до 19 лет. Латвия выиграла со счётом 6:0, но путёвку на турнир получили Нидерланды.